# 50 Hudson Yards
50 Hudson Yards – 58-kondygnacyjny wieżowiec o wysokości 981 stóp (299 m), powstały w ramach inwestycji Hudson Yards na Manhattanie w Nowym Jorku. Budynek zlokalizowany jest na północ od wieżowca 30 Hudson Yards oraz po wschodniej stronie parku miejskiego Hudson Park and Boulevard, w sąsiedztwie z wieżowcem 55 Hudson Yards. Wieżowiec został oddany do użytku 19 października 2022 roku.
50 Hudson Yards jest czwartym co do wielkości biurowym budynkiem w Nowym Jorku pod względem dostępnej powierzchni najmu, z 2,9 milionami stóp kwadratowych (270 000 m²) powierzchni komercyjnej. Budynek zlokalizowany jest na południowo-zachodnim rogu ulic 34th Street i 10th Avenue.

## Historia
W kwietniu 2014 roku udostępniono publicznie wizualizacje 62-piętrowego budynku o powierzchni 2,3 miliona stóp kwadratowych (210 000 m²). Tamten projekt budynku mierzył 1068 stóp (326 m). Pierwotnie budynek miał być konstrukcją schodkową z białą fasadą, aby odzwierciedlić trzyczęściową konstrukcję z trzema prostokątnymi elementami, każdy mniejszy niż ten znajdujący się pod nim.
W grudniu 2016 roku stary plan budynku został zamieniony na ten obecny, zaprojektowany przez przedsiębiorstwo Foster+Partners. We wrześniu 2017 roku firma deweloperska Associated Companies uzyskała dofinansowanie do budowy nowego wieżowca o wartości 3,8 miliarda dolarów, w tym pożyczkę o wartości 1,5 miliarda dolarów.
Prace przy budowie wieżowca 50 Hudson Yards rozpoczęły się w maju 2018 roku. W sierpniu 2018 roku nieznacznie zmieniono projekt budynku. Zwiększono w nim wysokość budynku, z 985 stóp (300 m) do 1011 stóp (308 m).
W październiku 2022 roku firmy zajmujące się budową budynku oraz przedsiębiorstwo Oxford Properties, współpracujące z firmą zajmującą się budową wieżowca, zapożyczyły się od przedsiębiorstwa Wells Fargo na około 349 mln dolarów na ukończenie budowy budynku. Budynek został oficjalnie otwarty i oddany do użytku 19 października 2022 roku.

## Najemcy budynku
Przed rozpoczęciem budowy wieżowca 50 Hudson Yards, spółka BlackRock zdecydowała się przenieść do tego budynku swoją siedzibę w 2016 roku, jako główny najemca. Uzgodniona umowa najmu obejmowała 15 pięter budynku do użytku.
W listopadzie 2019 roku ogłoszono, że przedsiębiorstwo Meta Platforms, znane wówczas jako Facebook, zajmie 1,2 miliona stóp kwadratowych (110 000 m²) powierzchni budynku 50 Hudson Yards. Umowa ta dotyczy 80% całkowitej powierzchni budynku, jaką Meta miałby zajmować w wieżowcu. W 2022 roku ogłoszono, że Meta będzie podnajmować mniejszą część pięter ze względu na cięcia kosztów.
We wrześniu 2022 roku ogłoszono, że przedsiębiorstwo Truist Financial podpisało umowę najmu 100 000 stóp kwadratowych w budynku, a na początku 2023 roku, firma Russ & Daughters otworzyła swój lokal w tym wieżowcu.

## Projekt i lokalizacja
Projekt wieżowca 50 Hudson Yards został wykonany przez przedsiębiorstwo Foster+Partners, największą firmę architektoniczną w Wielkiej Brytanii, natomiast wnętrze budynku zaprojektował Tony Ingrao. Fasada budynku, wykonana jest ze szkła i ręcznie rzeźbionego włoskiego marmuru. Składa się z trzech ułożonych w stos prostokątnych elementów o zmniejszających się rozmiarach. W styczniu 2019 roku deweloperzy odsłonili dwie nienazwane rzeźby w kształcie gwiazdy, wykonane z malowanej stali, aluminium i włókna szklanego, wykonane przez amerykańskiego artystę Franka Stellę, które znajdują się w holu budynku. Ponadto w holu na parterze znajduje się kilka rzeźb wykonanych również z malowanej stali, aluminium i włókna szklanego, które zwisają z sufitu w holu na parterze i są także dziełami Franka Stelli.
Dawniej w miejscu obecnego wieżowca, mieściła się restauracja McDonald’s, która od dłuższego czasu zajmowała południowo-zachodni róg ulic 34th Street i 10th Avenue. Obecnie wejście do wieżowca znajduje się naprzeciwko stacji metra 34 St-Hudson Yards.